# Clarksfield
Penryn-QC Sandy Bridge
Le microprocesseur Clarksfield d'Intel est un processeur quadri-cœur pour ordinateur portable, appartenant à la famille Nehalem. 
Le Clarskfield se situe dans la gamme Core i7 Mobile.
Le Clarksfield est compatible avec le chipset PM55 Express, version mobile du P55 Express.
L'équivalent du Clarksfield pour ordinateur de bureau est le Lynnfield.

## Description
Le Clarksfield est gravé en 45 nm. Il possède 8 Mio de cache L3, un contrôleur mémoire DDR3 double canal et un contrôleur PCI Express 2.0 gérant 16 lignes.
Il se connecte sur un socket rPGA988A. 